# Aeschynomene oligophylla
Aeschynomene oligophylla är en ärtväxtart som beskrevs av Hermann August Theodor Harms. Aeschynomene oligophylla ingår i släktet Aeschynomene och familjen ärtväxter. Inga underarter finns listade i Catalogue of Life.